# Cúp bóng chuyền nữ châu Á 2022
Cúp bóng chuyền nữ châu Á 2022 là giải đấu lần thứ 7 của Cúp bóng chuyền châu Á, một giải đấu bóng chuyền quốc tế hai năm một lần do Liên đoàn bóng chuyền châu Á (AVC) phối hợp với Liên đoàn bóng chuyền quốc gia Philippines (PNVF) tổ chức. Giải đấu sẽ được tổ chức tại Pasig, Philippines, từ ngày 21 đến ngày 29 tháng 8 năm 2022. 
Với tư cách chủ nhà, Philippines tự động đủ điều kiện tham dự giải đấu, trong khi 9 đội còn lại, vượt qua vòng loại từ Giải vô địch bóng chuyền nữ châu Á 2019 tại Seoul, Hàn Quốc .

## Vòng loại
Mười đội tuyển thành viên AVC tham dự giải đấu, trong đó Philippines tham gia với tư cách nước chủ nhà, và chín đội còn lại tham gia với tư cách lọt qua vòng loại từ Giải vô địch bóng chuyền nữ châu Á 2019 . Mười đội tuyển thành viên AVC đến từ các hiệp hội khu vực, bao gồm Trung Á (2 đội), Đông Á (4 đội), Châu Đại Dương (1 đội) và Đông Nam Á (2 đội). Không có đội bóng thuộc hiệp hội Tây Á tham gia giải đấu.

### Các đội tham dự
Các đội sau đủ điều kiện tham dự giải đấu.
| Quốc gia          | Vùng   | Tư cách vượt qua vòng loại         | Ngày vượt qua vòng loại | Số lần tham dự | Số lần tham dự | Số lần tham dự | Thành tích tốt nhất                    |
| Quốc gia          | Vùng   | Tư cách vượt qua vòng loại         | Ngày vượt qua vòng loại | Tổng cộng      | Đầu            | Cuối           | Thành tích tốt nhất                    |
| ----------------- | ------ | ---------------------------------- | ----------------------- | -------------- | -------------- | -------------- | -------------------------------------- |
| Philippines       | SEAZVA | Suất chủ nhà                       | 2 tháng 12, 2021        | 1              | 2018           | 2018           | Hạng 9 (2018)                          |
| Nhật Bản          | EAZVA  | Vô địch - Giải vô địch châu Á 2019 | 25 tháng 8, 2019        | 6              | 2008           | 2018           | Á quân (2018)                          |
| Thái Lan          | SEAZVA | Á quân - Giải vô địch châu Á 2019  | 25 tháng 8, 2019        | 6              | 2008           | 2018           | Vô địch (2012)                         |
| Hàn Quốc          | EAZVA  | Hạng 3 - Giải vô địch châu Á 2019  | 25 tháng 8, 2019        | 6              | 2008           | 2018           | Á quân (2008, 2014)                    |
| Trung Quốc        | EAZVA  | Hạng 4 - Giải vô địch châu Á 2019  | 25 tháng 8, 2019        | 6              | 2008           | 2018           | Vô địch (2008, 2010, 2014, 2016, 2018) |
| Kazakhstan        | CAZVA  | Hạng 5 - Giải vô địch châu Á 2019  | 25 tháng 8, 2019        | 5              | 2010           | 2018           | Á quân (2016)                          |
| Đài Bắc Trung Hoa | EAZVA  | Hạng 6 - Giải vô địch châu Á 2019  | 25 tháng 8, 2019        | 6              | 2008           | 2018           | Hạng 4 (2018)                          |
| Iran              | CAZVA  | Hạng 7 - Giải vô địch châu Á 2019  | 25 tháng 8, 2019        | 5              | 2010           | 2018           | Hạng 6 (2016)                          |
| Indonesia         | SEAZVA | Hạng 8 - Giải vô địch châu Á 2019  | 25 tháng 8, 2019        | 0              | không          | không          | không                                  |
| Việt Nam          | SEAZVA | Suất ưu tiên                       | 2 tháng 2, 2022         | 6              | 2008           | 2018           | Hạng 4 (2012, 2022)                    |
| Úc                | OZVA   | Suất phân bổ                       | 2 tháng 2, 2022         | 2              | 2008           | 2018           | Hạng 7 (2008, 2018)                    |

## Chia bảng
Bảng đấu được công bố vào ngày 18 tháng 3 năm 2022. 
| Bảng A                | Bảng B                |
| --------------------- | --------------------- |
| Philippines (Chủ nhà) | Nhật Bản (1)          |
| Hàn Quốc (3)          | Thái Lan (2)          |
| Trung Quốc (4)        | Kazakhstan (5)        |
| Iran (7)              | Đài Bắc Trung Hoa (6) |
| Việt Nam (-)          | Úc (9)                |

## Địa điểm
Tất cả các trận đấu sẽ được tổ chức tại PhilSport Arena .

## Vòng loại

### Bảng A
- Tất cả thời gian đều là Giờ chuẩn Philippines (UTC +08:00).

|      |             | Trận đấu | Trận đấu | Điểm | Set | Set | Set   | Điểm | Điểm | Điểm  |
| Hạng | Đội         | T        | B        | Điểm | T   | B   | Tỉ lệ | T    | B    | Tỉ lệ |
| ---- | ----------- | -------- | -------- | ---- | --- | --- | ----- | ---- | ---- | ----- |
| 1    | Trung Quốc  | 4        | 0        | 11   | 12  | 3   | 4.000 | 364  | 238  | 1.529 |
| 2    | Việt Nam    | 3        | 1        | 10   | 11  | 3   | 3.667 | 317  | 264  | 1.201 |
| 3    | Philippines | 2        | 2        | 6    | 6   | 7   | 0.857 | 293  | 284  | 1.032 |
| 4    | Iran        | 1        | 3        | 3    | 5   | 9   | 0.556 | 265  | 307  | 0.863 |
| 5    | Hàn Quốc    | 0        | 4        | 0    | 0   | 12  | 0.000 | 154  | 300  | 0.513 |

Chi tiết các trận đấu
| Ngày    | Thời gian |             | Điểm |             | Set 1 | Set 2 | Set 3 | Set 4 | Set 5 | Tổng   | Nguồn    |
| ------- | --------- | ----------- | ---- | ----------- | ----- | ----- | ----- | ----- | ----- | ------ | -------- |
| 21 thg8 | 13:00     | Trung Quốc  | 3–0  | Hàn Quốc    | 25–9  | 25–8  | 25–9  |       |       | 75–26  | Chi tiết |
| 21 thg8 | 19:00     | Việt Nam    | 3–0  | Philippines | 25–19 | 25–17 | 31–29 |       |       | 81–65  | Chi tiết |
| 22 thg8 | 13:00     | Việt Nam    | 2–3  | Trung Quốc  | 12–25 | 6–25  | 31–29 | 25–21 | 12–15 | 86–115 | Chi tiết |
| 22 thg8 | 19:00     | Iran        | 3–0  | Hàn Quốc    | 25–10 | 25–15 | 25–13 |       |       | 75–38  | Chi tiết |
| 23 thg8 | 16:30     | Iran        | 0–3  | Việt Nam    | 17–25 | 14–25 | 11–25 |       |       | 42–75  | Chi tiết |
| 23 thg8 | 19:00     | Philippines | 0–3  | Trung Quốc  | 16–25 | 22–25 | 20–25 |       |       | 58–75  | Chi tiết |
| 24 thg8 | 13:00     | Hàn Quốc    | 0–3  | Việt Nam    | 13–25 | 13–25 | 16–25 |       |       | 42–75  | Chi tiết |
| 24 thg8 | 19:00     | Philippines | 3–1  | Iran        | 25–19 | 25–22 | 20–25 | 25–14 |       | 95–80  | Chi tiết |
| 25 thg8 | 16:00     | Trung Quốc  | 3–1  | Iran        | 24–26 | 25–19 | 25–10 | 25–13 |       | 99–68  | Chi tiết |
| 25 thg8 | 19:00     | Hàn Quốc    | 0–3  | Philippines | 18–25 | 13–25 | 17–25 |       |       | 48–75  | Chi tiết |

### Bảng B
|      |                   | Trận đấu | Trận đấu | Điểm | Set | Set | Set   | Điểm | Điểm | Điểm  |
| Hạng | Đội               | T        | B        | Điểm | T   | B   | Tỉ lệ | T    | B    | Tỉ lệ |
| ---- | ----------------- | -------- | -------- | ---- | --- | --- | ----- | ---- | ---- | ----- |
| 1    | Nhật Bản          | 3        | 0        | 9    | 9   | 0   | MAX   | 225  | 155  | 1.452 |
| 2    | Thái Lan          | 2        | 1        | 6    | 6   | 3   | 2.000 | 211  | 176  | 1.199 |
| 3    | Đài Bắc Trung Hoa | 1        | 2        | 2    | 3   | 8   | 0.375 | 233  | 251  | 0.928 |
| 4    | Úc                | 0        | 3        | 1    | 2   | 9   | 0.222 | 178  | 265  | 0.672 |

Chi tiết các trận đấu:
| Ngày    | Thời gian |                   | Điểm |                   | Set 1 | Set 2 | Set 3 | Set 4 | Set 5 | Tổng    | Nguồn    |
| ------- | --------- | ----------------- | ---- | ----------------- | ----- | ----- | ----- | ----- | ----- | ------- | -------- |
| 21 thg8 | 16:00     | Nhật Bản          | 3–0  | Thái Lan          | 25–18 | 25–19 | 25–22 |       |       | 75–59   | Chi tiết |
| 22 thg8 | 10:00     | Đài Bắc Trung Hoa | 0–3  | Nhật Bản          | 22–25 | 22–25 | 22–25 |       |       | 66–75   | Chi tiết |
| 22 thg8 | 16:00     | Úc                | 0–3  | Thái Lan          | 9–25  | 25–27 | 13–25 |       |       | 47–77   | Chi tiết |
| 23 thg8 | 13:00     | Úc                | 2–3  | Đài Bắc Trung Hoa | 25–23 | 22–25 | 27–25 | 21–25 | 6–15  | 101–113 | Chi tiết |
| 24 thg8 | 16:00     | Thái Lan          | 3–0  | Đài Bắc Trung Hoa | 25–20 | 25–18 | 25–16 |       |       | 75–54   | Chi tiết |
| 25 thg8 | 13:00     | Nhật Bản          | 3–0  | Úc                | 25–4  | 25–11 | 25–15 |       |       | 75–30   | Chi tiết |

## Vòng đấu loại trực tiếp
- Tất cả thời gian đều là Giờ chuẩn Philippines (UTC +08:00).

|  | Tứ kết            | Tứ kết   |            |   | Bán kết           | Bán kết           |  |  | Chung kết | Chung kết |
|  |                   |          |            |   |                   |                   |  |  |           |           |
|  | 27 thg8           |          |            |   |                   |                   |  |  |           |           |
|  |                   |          |            |   |                   |                   |  |  |           |           |
|  | Trung Quốc        | 3        |            |   |                   |                   |  |  |           |           |
|  | Trung Quốc        | 3        | 28 thg8    |   |                   |                   |  |  |           |           |
|  | Úc                | 0        |            |   |                   |                   |  |  |           |           |
|  | Úc                | 0        | Trung Quốc | 3 |                   |                   |  |  |           |           |
|  | 27 thg8           |          | Trung Quốc | 3 |                   |                   |  |  |           |           |
|  |                   | Thái Lan | 2          |   |                   |                   |  |  |           |           |
|  | Philippines       | Thái Lan | 2          | 1 |                   |                   |  |  |           |           |
|  | Philippines       |          | 29 thg8    | 1 |                   |                   |  |  |           |           |
|  | Thái Lan          | 3        |            |   |                   |                   |  |  |           |           |
|  | Thái Lan          | 3        | Trung Quốc | 1 |                   |                   |  |  |           |           |
|  | 27 thg8           |          | Trung Quốc | 1 |                   |                   |  |  |           |           |
|  |                   | Nhật Bản | 3          |   |                   |                   |  |  |           |           |
|  | Việt Nam          | Nhật Bản | 3          | 3 |                   |                   |  |  |           |           |
|  | Việt Nam          | 28 thg8  |            | 3 |                   |                   |  |  |           |           |
|  | Đài Bắc Trung Hoa | 2        |            |   |                   |                   |  |  |           |           |
|  | Đài Bắc Trung Hoa | 2        | Việt Nam   | 1 |                   |                   |  |  |           |           |
|  | 27 thg8           |          | Việt Nam   | 1 |                   |                   |  |  |           |           |
|  |                   | Nhật Bản | 3          |   | Trận tranh hạng 3 | Trận tranh hạng 3 |  |  |           |           |
|  | Iran              | Nhật Bản | 3          | 1 | Trận tranh hạng 3 | Trận tranh hạng 3 |  |  |           |           |
|  | Iran              |          | 29 thg8    | 1 |                   |                   |  |  |           |           |
|  | Nhật Bản          | 3        |            |   |                   |                   |  |  |           |           |
|  | Nhật Bản          | 3        | Thái Lan   | 3 |                   |                   |  |  |           |           |
|  |                   |          |            |   |                   |                   |  |  |           |           |
|  | Việt Nam          | 0        |            |   |                   |                   |  |  |           |           |
|  | Việt Nam          | 0        |            |   |                   |                   |  |  |           |           |

|  | Play-off hạng 5–8 | Play-off hạng 5–8 |                   |   | Trận tranh hạng 5 | Trận tranh hạng 5 |
|  |                   |                   |                   |   |                   |                   |
|  | 28 thg8 – Pasig   |                   |                   |   |                   |                   |
|  |                   |                   |                   |   |                   |                   |
|  | Úc                | 2                 |                   |   |                   |                   |
|  | Úc                | 2                 | 29 thg8 – Pasig   |   |                   |                   |
|  | Philippines       | 3                 |                   |   |                   |                   |
|  | Philippines       | 3                 | Philippines       | 3 |                   |                   |
|  | 28 thg8 – Pasig   |                   | Philippines       | 3 |                   |                   |
|  |                   | Đài Bắc Trung Hoa | 0                 |   |                   |                   |
|  | Đài Bắc Trung Hoa | Đài Bắc Trung Hoa | 0                 | 3 |                   |                   |
|  | Đài Bắc Trung Hoa |                   |                   | 3 |                   |                   |
|  | Iran              | 0                 |                   |   |                   |                   |
|  | Iran              | 0                 | Trận tranh hạng 7 |   |                   |                   |
|  |                   |                   |                   |   |                   |                   |
|  | 29 thg8 – Pasig   |                   |                   |   |                   |                   |
|  |                   |                   |                   |   |                   |                   |
|  | Úc                | 3                 |                   |   |                   |                   |
|  | Úc                | 3                 |                   |   |                   |                   |
|  | Iran              | 0                 |                   |   |                   |                   |

### Tứ kết
| Ngày    | Thời gian |             | Điểm |                   | Set 1 | Set 2 | Set 3 | Set 4 | Set 5 | Tổng   | Nguồn    |
| ------- | --------- | ----------- | ---- | ----------------- | ----- | ----- | ----- | ----- | ----- | ------ | -------- |
| 27 thg8 | 11:00     | Việt Nam    | 3–2  | Đài Bắc Trung Hoa | 19–25 | 25–17 | 16–25 | 25–18 | 15–10 | 100–95 | Chi tiết |
| 27 thg8 | 14:00     | Trung Quốc  | 3–0  | Úc                | 25–13 | 25–8  | 25–8  |       |       | 75–29  | Chi tiết |
| 27 thg8 | 17:00     | Iran        | 1–3  | Nhật Bản          | 23–25 | 21–25 | 28–26 | 16–25 |       | 88–101 | Chi tiết |
| 27 thg8 | 20:00     | Philippines | 1–3  | Thái Lan          | 19–25 | 25–23 | 20–25 | 9–25  |       | 73–98  | Chi tiết |

### Play-off hạng 5–8
| Ngày    | Thời gian |                   | Điểm |             | Set 1 | Set 2 | Set 3 | Set 4 | Set 5 | Tổng   | Nguồn  |
| ------- | --------- | ----------------- | ---- | ----------- | ----- | ----- | ----- | ----- | ----- | ------ | ------ |
| 28 thg8 | 10:00     | Đài Bắc Trung Hoa | 3–0  | Iran        | 25–23 | 25–19 | 25–17 |       |       | 75–59  | Report |
| 28 thg8 | 13:00     | Úc                | 2–3  | Philippines | 25–21 | 19–25 | 25–19 | 18–25 | 12–15 | 99–105 | Report |

### Trận tranh hạng 7
| Ngày    | Thời gian |      | Điểm |    | Set 1 | Set 2 | Set 3 | Set 4 | Set 5 | Tổng  | Nguồn  |
| ------- | --------- | ---- | ---- | -- | ----- | ----- | ----- | ----- | ----- | ----- | ------ |
| 29 thg8 | 10:00     | Iran | 3–0  | Úc | 25–19 | 25–18 | 25–22 |       |       | 75–59 | Report |

### Trận tranh hạng 5
| Ngày    | Thời gian |                   | Điểm |             | Set 1 | Set 2 | Set 3 | Set 4 | Set 5 | Tổng  | Nguồn  |
| ------- | --------- | ----------------- | ---- | ----------- | ----- | ----- | ----- | ----- | ----- | ----- | ------ |
| 29 thg8 | 13:00     | Đài Bắc Trung Hoa | 3–0  | Philippines | 28–26 | 25–21 | 25–21 |       |       | 78–68 | Report |

### Bán kết
| Ngày    | Thời gian |            | Điểm |          | Set 1 | Set 2 | Set 3 | Set 4 | Set 5 | Tổng   | Nguồn  |
| ------- | --------- | ---------- | ---- | -------- | ----- | ----- | ----- | ----- | ----- | ------ | ------ |
| 28 thg8 | 16:00     | Trung Quốc | 3–2  | Thái Lan | 19–25 | 25–20 | 25–14 | 23–25 | 15–10 | 107–94 | Report |
| 28 thg8 | 19:00     | Việt Nam   | 1–3  | Nhật Bản | 17–25 | 22–25 | 36–34 | 10–25 |       | 85–109 | Report |

### Trận tranh hạng 3
| Ngày    | Thời gian |          | Điểm |          | Set 1 | Set 2 | Set 3 | Set 4 | Set 5 | Tổng  | Nguồn  |
| ------- | --------- | -------- | ---- | -------- | ----- | ----- | ----- | ----- | ----- | ----- | ------ |
| 29 thg8 | 16:00     | Thái Lan | 3–0  | Việt Nam | 25–19 | 26–24 | 25–18 |       |       | 76–61 | Report |

### Chung kết
| Ngày    | Thời gian |            | Điểm |          | Set 1 | Set 2 | Set 3 | Set 4 | Set 5 | Tổng  | Nguồn  |
| ------- | --------- | ---------- | ---- | -------- | ----- | ----- | ----- | ----- | ----- | ----- | ------ |
| 29 thg8 | 19:00     | Trung Quốc | 1–3  | Nhật Bản | 23–25 | 21–25 | 25–19 | 16–25 |       | 85–94 | Report |

## Bảng tổng sắp
| \| Thứ hạng \| Đội tuyển \| \| -------- \| ----------------- \| \| 1 \| Nhật Bản \| \| 2 \| Trung Quốc \| \| 3 \| Thái Lan \| \| 4 \| Việt Nam \| \| 5 \| Đài Bắc Trung Hoa \| \| 6 \| Philippines \| \| 7 \| Iran \| \| 8 \| Úc \| \| 9 \| Hàn Quốc \| |                   |
| Thứ hạng | Đội tuyển         |
| 1 | Nhật Bản          |
| 2 | Trung Quốc        |
| 3 | Thái Lan          |
| 4 | Việt Nam          |
| 5 | Đài Bắc Trung Hoa |
| 6 | Philippines       |
| 7 | Iran              |
| 8 | Úc                |
| 9 | Hàn Quốc          |

## Giải thưởng
| - Vận động viên xuất sắc nhất - Chủ công xuất sắc nhất - Chuyền hai xuất sắc nhất | - Phụ công xuất sắc nhất - Vận động viên chắn bóng tốt nhất - Libero xuất sắc nhất |